# ساندرا دي
ساندرا دي (بالإنجليزية: Sandra Dee)‏ هي عارضة وممثلة أمريكية، ولدت في 23 أبريل 1942 في الولايات المتحدة، وتوفيت في 20 فبراير 2005 بثاوزند أوكس في الولايات المتحدة بسبب ذات الرئة. بدأت مشوارها المهني سنة 1957.

## وصلات خارجية
- ساندرا دي على موقع IMDb (الإنجليزية)
- ساندرا دي على موقع روتن توميتوز (الإنجليزية)
- ساندرا دي على موقع ألو سيني (الفرنسية)
- ساندرا دي على موقع ميوزك برينز (الإنجليزية)
- ساندرا دي على موقع تيرنر كلاسيك موفيز (الإنجليزية)
- ساندرا دي على موقع أول موفي (الإنجليزية)
- ساندرا دي على موقع قاعدة بيانات الأفلام السويدية (السويدية)
- ساندرا دي على موقع إن إن دي بي (الإنجليزية)
- ساندرا دي على موقع قاعدة بيانات الفيلم (الإنجليزية)
- ساندرا دي على موقع كينوبويسك (الروسية)